# Fontana del Carciofo (Napoli)
La fontana del Carciofo è una delle fontane monumentali di Napoli, posta al centro dell'odierna piazza Trieste e Trento.

## Storia
Fu Achille Lauro a volere la costruzione della fontana nel periodo della sua giunta comunale, tra il 1952 e il 1956. Nei progetti preliminari del Comune al centro della piazza doveva essere posta la fontana di Monteoliveto, proveniente dall'omonima piazza, tuttavia nel 1955 il Consiglio Superiore delle Belle Arti bocciò l'ipotesi. La risposta del sindaco Lauro allora fu l'installazione di una fontana da lui donata alla città, appunto la fontana del Carciofo, inaugurata la sera del 29 aprile 1956. Lauro affidò l'incarico di progettazione della fontana agli ingegneri Carlo Comite, Mario Massari e Luigi Fedele 

## Descrizione

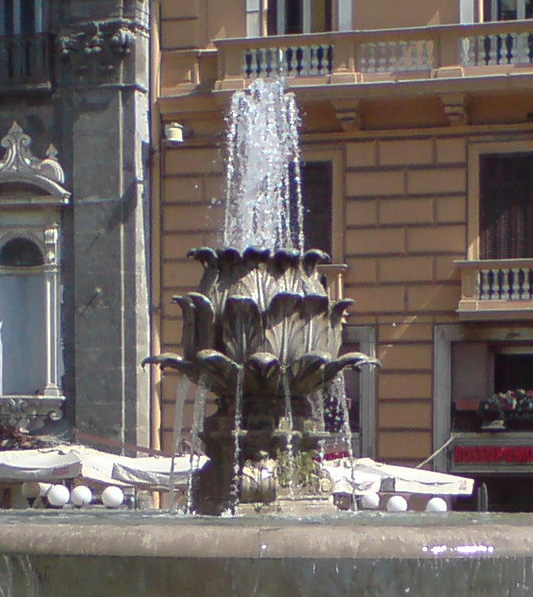
Particolare del carciofo

La fontana è composta da due livelli: alla base c'è una grande vasca con al centro un'altra piccola vasca sopraelevata che sorregge una scultura a forma di corolla floreale. Sui tre lati del monumento trovano posto tre coppie di vasi decorati. È dalla forma della corolla, somigliante ad un carciofo, che proviene il nomignolo popolare della fontana. 
Nel corso del 2015 il monumento venne sottoposto a profondi lavori di restauro e pulizia, tornando così al suo aspetto originario.

## La fontana nella tradizione popolare
L'iconica fontana del Carciofo è un punto di riferimento per i napoletani, il monumento è legato a doppio filo con la squadra di calcio cittadina, visto che la sua costruzione fu fortemente voluta da Achille Lauro, ex sindaco, ma anche ex presidente della SSC Napoli tra gli anni '40 e '60 del XX secolo. Non di rado i tifosi, nell'impeto dei festeggiamenti per la squadra di calcio, hanno assaltato il monumento, causando danni alla ringhiera in ferro e alla fontana stessa.